# Águas Belas (Pernambuco)
Águas Belas (en castellano: Aguas Bellas) es un municipio brasileño del estado de Pernambuco. Se localiza a una latitud 09º06'41" sur y a una longitud 37º07'23" oeste, estando a una altitud de 376 metros. Su población estimada en 2020 era de 43.686 habitantes. El municipio está formado por el distrito sede y por los poblados de Campo Grande, Corral Novo, Garcia, y Tanquinho.

## Historia
La región donde se ubica la actual ciudad de Águas Belas fue originalmente habitada por los indios Tupiniquim, quienes tenían su tribu unificada con la tribu Carnijós, quienes vivían cerca de la Serra dos Cavalos. El pueblo era conocido como Lagoa, debido a una laguna existente en el sitio donde hoy se encuentra la sede de Nossa Senhora da Conceição, luego el pueblo se llamó Ipanema. Se dice que alrededor del año 1700 apareció en la región el primer hombre blanco (João Rodrigues Cardoso), con el objetivo de unificar las dos tribus existentes en la región.
El nombre Águas Belas ("Aguas Bellas") surgió cuando un viajero encontró en el lugar agua potable de excelente calidad y habría dicho: "Águas Belas, a este pueblo lo llaman Ipanema, cuando debieron llamarlo Águas Belas". 
Se emancipó del municipio de Buíque el 13 de junio de 1871. Águas Belas fue elevado a la categoría de ciudad el 24 de mayo de 1904.
Las tierras indígenas fueron demarcadas en 1875, aunque los conflictos territoriales no se han resuelto por completo. En 2010 la FUNAI estuvo en Águas Belas para iniciar el proceso de re-demarcación, sin embargo, el proceso aún se encuentra en fase e identificación. La ciudad de Águas Belas se encuentra dentro de la reserva indígena. Se construyeron edificios dentro de la reserva, como la carretera 423, que corta a la mitad a los indígenas.

## Geografía
Posee un área de 887,56 km². Está a aproximadamente 303 km de Arrecife.
El municipio está incluido en el área geográfica de cobertura del semiárido brasileño, definida por el Ministerio de Integración Nacional en 2005. Esta delimitación tiene como criterios el índice pluviométrico, el índice de aridez y el riesgo de sequía.